# 夸尔图丘
夸尔图丘（義大利語：Quartucciu），是意大利撒丁大区卡利亞里廣域市的一个市镇。总面积27.87平方公里，人口12635人，人口密度453.4人/平方公里（2009年）。ISTAT代码为092105。